# Eduard Ripoll i Perelló
Eduard Ripoll i Perelló (Tarragona, 1923 - Barcelona, 28 de març de 2006) fou un arqueòleg i historiador català. Estudià a l'Institut de Paléontologie Humaine de París el 1950-1951 amb l'abat Breuil, i es doctorà a la Universitat de Barcelona el 1956, on fou deixeble de Lluís Pericot. A finals dels anys 50, junt amb Maria Petrus, María Luisa Serra Belabre i Guillem Rosselló Bordoy, va formar part de l'equip d'investigació liderat per Pericot. Va ser conservador adjunt del Museu Arqueològic de Barcelona de 1947 a 1952, per després ser-ne conservador i director de 1961 a 1980. Va dirigir també el Museu Monogràfic d'Empúries i el Museo Arqueológico Nacional, des del 1981 al 1986.

## Biografia professional
Va treballar a les excavacions d'Empúries i la cova d'Ambrosio a Vélez-Blanco, i s'especialitzà en les cultures paleolítiques i en la pintura rupestre de la zona cantàbrica i de la catalana, encara que també es dedicà als ibers i a les colònies gregues a Catalunya. Fou professor agregat de prehistòria de la Universitat Autònoma de Barcelona el 1968-1980 i catedràtic de la UNED des del 1981. Fou president de l'Acadèmia de Bones Lletres de Barcelona de 1996 a 2006. També ha estat membre del Deutsches Archäologisches Institut, de la Union Internationale des Sciences Préhistoriques et Protohistoriques i de la Reial Acadèmia de Belles Arts de Sant Jordi.
Va ser el pare del també prehistoriador, Sergio Ripoll López, qui va continuar el seu treball a la cova d'Ambrosio, fins a la descoberta de pintures rupestres paleolítiques que van poder ser datades per la seva singularitat arqueològica en estar cobertes per estrats datables.

## Obres
Eduardo Ripoll té una extensa obra, tant d'articles de revistes científiques com d'obres pròpies i col·lectives:
- Miscelánea en homenaje al Abate Henri Breuil (1964 i 1965)
- El paleolítico medio en Cataluña, amb H. de Lumley (1965)
- La cueva de las Monedas de Puente Viesgo (Santander) (1972)
- Miscelánea Arqueológica. XXV aniversario de los Cursos de Prehistoria y Arqueología de Ampurias (1974), amb M. Llongueras
- Olèrdola: història de la ciutat i guia del conjunt monumental i Museu monogràfic (1977)
- Els orígens de la ciutat romana d'Empúries (1978)
- Sobre els orígens i significat de l'art paleolític (1981)
- Els grecs a Catalunya (1983)
- El abate Henri Breuil (1877-1961) (1995)
- El arte de los cazadores paleolíticos (2002)